# Gliese 205
Gliese 205 (GJ 205 / HIP 25878 / LHS 30) é uma estrela anã vermelha localizada na vizinhança do Sistema Solar, a 18,6 anos-luz de distância, na constelação de Orion.